# Macroplectra bilineata
Macroplectra bilineata is een vlinder uit de familie slakrupsvlinders (Limacodidae). De wetenschappelijke naam van deze soort is voor het eerst geldig gepubliceerd in 1940 door West.
De soort komt voor in tropisch Afrika.